# ARccOS
Arccos
Ne doit pas être confondu avec Archos ou Arcos.
Pour les articles homonymes, voir Arccos.
 (juin 2012).
Si vous disposez d'ouvrages ou d'articles de référence ou si vous connaissez des sites web de qualité traitant du thème abordé ici, merci de compléter l'article en donnant les références utiles à sa vérifiabilité et en les liant à la section « Notes et références ».
ARccOS ou Arccos est la marque commerciale d'un dispositif de protection anti-copie créée par la société Sony. Il est le plus souvent exploité sur certains DVD-vidéo et disques Blu-ray édités par certains studios et éditeurs vidéo.

## Principes
Tout disque numérique (DVD, Bluray) protégé par le procédé ARccOS ne peut théoriquement pas être copié par un ordinateur. Le dispositif associe un procédé logiciel censé perturber la lecture des données certaines parties spécifiques du disque. Il crée plus exactement des "leurres" en parsemant le disque d'origine d'absence de piste numérique ("secteurs corrompus") ce qui génère certaines erreurs. Ces erreurs de lecture sont généralement tolérées par les platines de salon mais pas par les lecteurs/graveurs informatiques de DVD ou Bluray.
Officiellement, Sony a déclaré avoir abandonné le développement de ce dispositif le 18 avril 2007 mais des millions de copies intégrant ARccOSS sont toujours en circulation à la vente ou à la location.
L'un des remplaçants ou successeurs de ce dispositif est le système anti-copie RipGuard, toujours développé par la société Macrovision.

## Efficacité et limites du dispositif
Ce procédé accuse d'une part de réels problèmes avec des lecteurs DVD d'ancienne génération ou au contraire, les plus récents. Selon la marque, le modèle ou les versions (logiciel système de l'appareil), certains lecteurs DVD vont avoir des difficultés à lire les disques avec ARccOS; coupures intempestives, gels d'image, rupture de chapitre voire arrêt net de la lecture et éjection. Les grandes marques comme les moins connues sont touchées par les phénomènes et même un modèle de chez Sony (DVPCX995) est affecté.
Par ailleurs, la lutte menée par les éditeurs vidéo contre la copie est contrecarrée par une forme de compétition, notamment sur Internet. Certains logiciels (y compris logiciels gratuits ou de démonstration) peuvent contourner ce dispositif mais avec une certaine complexité d'emploi. En France, la réglementation sur la copie privée tolère mais avec des clauses très restrictives ce type de pratiques, mais en contradiction, interdit formellement de « casser » un procédé de protection, de cryptage, de chiffrement ou de codage. Ainsi, « dans le cercle familial » (parents et enfants d'un même foyer uniquement), la copie secondaire d'un disque est admise. Dès lors que la copie sort de ce « cercle familial », y compris gracieusement, en prêt ou pour le visionnage chez des tiers, il y a délit. Mais la plupart du temps la loi ne fais rien car plus de 100 millions de films sont téléchargés par jour. il donc est impossible de sanctionner tout le monde. l'un des sites Internet pour le téléchargement très renommés dans le domaine se nomme zone téléchargement. Il fut fermé plusieurs fois puis rouvert. Il est possible d'en conclure que oui il y a délit mais que ce délit est très rarement sanctionné.